# Baiser de l'ombre
Baiser de l'ombre (titre original : Shadow Kiss) est le troisième roman de la série Vampire Academy écrite par Richelle Mead. Il est précédé par Morsure de glace. Ce livre a fait rentrer pour la première fois la série Vampire Academy dans la liste des best-seller du New York Times.
Baiser de l'ombre est la suite des aventures de Rosemarie "Rose" Hathaway et de sa meilleure amie, Vasilisa "Lissa" Dragomir. Dans ce troisième roman, Rose continue sa formation de gardienne à l'académie Saint-Vladimir mais de nombreux événements l’empêchent de finir son année tranquillement. Pendant ce temps, Lissa continue à essayer de contrôler son don de l'esprit avec l'aide d'Adrian, un autre spécialiste de l'esprit.

## Résumé
Rose, encore sous le choc de la mort de son ami Mason, prépare avec le reste des novices l'examen d'aptitude dans lequel les novices doivent protéger les étudiants Moroï contre de faux Strigoï (qui seront les professeurs Dhampirs). Rose est sûre d'être assignée à Lissa, mais elle sera associée à Christian Ozéra, tandis que Eddie Castille (le meilleur ami de Mason) est associé à Lissa. Rose se plaint auprès de ses professeurs, mais décide quand même de protéger Christian. Pendant la première attaque qui vise Christian, Rose voit le fantôme de Mason. Elle se fige sur place, ne sachant quoi faire. Le professeur qui l'attaquait, le faux Strigoï, accuse Rose d'avoir fait exprès de laisser Christian sans défense. Tout le monde parmi les professeurs croient qu'elle l'a fait exprès. Seul Christian semble la croire innocente.
Pendant ce temps, Rose apprend que le procès de Victor Dashkov va bientôt avoir lieu - et qu'elle et Lissa ne vont pas être appelées pour témoigner - ce qui rend furieuse Rose. Elle supplie Dimitri de trouver un moyen de les emmener au procès. Ce dernier promet de voir ce qu'il peut faire. Adrian et Lissa sont de plus en plus proches (dans un sens enseignant-élève), en pratiquant leur utilisation de l'Esprit. Mais cela rend profondément Christian jaloux. Dans un autre temps, Jesse Zeklos essaye de convaincre Christian de rejoindre un club secret que lui et Ralf ont commencé. Mais Christian refuse. Rose devient soupçonneuse, et essaye d'en apprendre un peu plus sur ce club, où elle apprend plus tard qu'il s'appelle "Mâna"(La main) et que des Moroï sont à chaque fois couvert de sang et de bleus.
Bien que Dimitri essaye d'emmener Rose et Lissa à la Cour pour témoigner, c'est finalement Adrien qui y arrive. Pendant le voyage en avion pour se rendre à la Cour, Rose est frappée par une terrible migraine. Mais il s'arrête quand ils arrivent à la Cour avec Dimitri, Alberta, Lissa, Christian, Eddie et Adrian. Dimitri et Rose vont voir Victor en prison, car celui-ci menace de révéler leur relation et ce qu'il s'est véritablement passé la nuit où il a enlevé Lissa. Dimitri menace de le tuer en prison, mais Victor rit de bon cœur.
Le jour du procès, Victor révèle que Rose et Dimitri ont presque couché ensemble, en parlant de détournement de mineur. Mais personne dans la salle d'audience ne le croit et pense qu'il s'agit d'un autre mensonge de Victor. Il est finalement jugé coupable et envoyé en prison par le tribunal. Lissa rencontre la reine Tatiana pour discuter de son avenir, elle accepte d'aller à une prestigieuse université à la Cour. Rose rencontre aussi la reine, mais la reine se montre froide et directe avec Rose. Elle veut que celle-ci ne s'approche pas d'Adrian, son petit neveu, croyant qu'il y a une relation entre eux. En effet, la reine veut organiser un mariage entre Adrian et la princesse Lissa.
Rose met les accusations de la reine de côté et ne parle pas du projet de la reine à Lissa. Quant à cette dernière, elle emmène Rose se faire une manucure, où Rose est massée par un jeune homme, Ambroise. Il se révèle être un Dhampir et le catin rouge de la reine. Il présente à Lissa et Rose une diseuse de bonne aventure, qui annonce une prédiction ennuyeuse à Rose. Quant à Dimitri, qui rejoint Lissa et Rose, la diseuse lui prédit qu'il va "perdre ce qu'il a de plus cher".
Sur le chemin du retour à l'académie, Rose a de nouveau une horrible migraine. L'avion est obligé de faire une escale imprévue à un aéroport humain pour attendre qu'une tempête de neige se calme. Quand l'avion est prêt à atterrir, la migraine s'intensifie et Rose hurle. Elle commence à voir les fantômes des parents de Lissa ainsi que André, le frère de Lissa, et aussi d'autres fantômes. Dont Mason. Rose supplie celui-ci de les faire disparaître, puis s'évanouit. À son réveil à l'infirmerie, Rose est forcé d'avouer à Alberta et Dimitri qu'elle voit le fantôme de Mason. On lui propose un psychologue, pensant que c'est dû à un traumatisme de l'incident de Spokane (dans Morsure de glace). Son épreuve pour protéger Christian est également limitée. Jesse et Ralf propose à Lissa de rejoindre leur club, la "Mana". Elle accepte leur invitation, seulement pour les espionner. Elle ne dit rien à Rose. Lissa est conduite dans les bois, et est attaquée par Jesse et les autres utilisateurs de magie qui font partie du club. Rose sent les émotions de Lissa et vole à son secours. Elle se rend compte aussi que chaque fois que Lissa utilise l'Esprit, les émotions sombres et côtés négatifs de Lissa sont absorbés par Rose. C'est ainsi que Rose comprend pourquoi elle était si agressive et violente. Lissa est en colère contre Jesse, car celui-ci la torturait. Rose demande à Lissa d'arrêter, et qu'elle absorbera sa noirceur. Lissa obéit et s'en délivre finalement. Mais c'est Rose qui ressent maintenant une envie de tuer Jesse. Elle se jette sur lui, mais Alberta et Dimitri arrivent et arrêtent Rose. Alberta ordonne aux gardiens d'emmener Jesse à l’infirmerie et à Dimitri de s'occuper de Rose, qui est toujours dans un état maniaque.
Dimitri emmène Rose dans une vieille cabane où Tasha avait séjourné lorsqu'elle était en visite à l'académie. Rose tente désespérément de se rendre à l'infirmerie pour attaquer Jesse. Dimitri l'en empêche et la calme finalement. Mais Rose est terrifiée à l'idée de devenir folle comme Mme Karp et Anna, la gardienne de St. Vladimir. Dimitri rassure Rose en lui disant qu'elle ne deviendra pas folle. Ils finissent par s'embrasser et Rose perd finalement sa virginité en couchant avec Dimitri.
Quand Rose et Dimitri retournent vers l'académie, Mason apparaît et prévient Rose que des Strigoï arrivent. Aussitôt dit, aussitôt fait, un Strigoï se jette sur Dimitri qui s'en débarrasse sans problème. Il ordonne à Rose de retourner à l'école pour prévenir les autres gardiens. Les gardiens réagissent rapidement et demandent à Rose de revenir à son dortoir où et les autres novices doivent rester en place. Mais Rose rentre dans la tête de Lissa et ressent sa peur immense par rapport à Christian qui se trouve dans l'église où elle et lui étaient censés se retrouver pour parler. Rose se faufile par une fenêtre pour aller rejoindre Christian. Elle le retrouve et arrive à se débarrasser d'un Strigoï qui l'attaque grâce à l'aide de Christian qui l'embrase. Ils détruisent ainsi presque tous les Strigoï. Après la bataille, Rose apprend que beaucoup de Moroï et Dhampir ont été tués, mais qu'aussi beaucoup de personnes ont été capturées, y compris Eddie. La mère de Rose, Janine Hathaway, vient en aide au gardien pour grossir les rangs, et avec l'aide de Mason, Rose trouve l'endroit où les Strigoï détiennent les otages. Janine, Dimitri et Rose organisent un plan pour attaquer les Strigoï. Et ils sollicitent aussi l'aide des Dhampirs novices, de plusieurs enseignants, et d'exploiter les pouvoirs des Moroïs. Lorsque les équipes atteignent les grottes des Strigoï où ils se cachent, Rose est forcée de rester à l'extérieur tandis que sa mère et Dimitri mènent l'attaque à l'intérieur. Une fois que tous les otages sont sortis, Rose va dans les grottes pour aider ceux qui s'y battent à l'intérieur. Au bout d'un moment, l'académie bat en retraite car les Strigoï sont de plus en plus nombreux. À la sortie de la grotte, Dimitri est attaqué et emmené dans la grotte. Rose essaye d'y rentrer mais sa mère la gifle et l'ordonne de retourner à l'académie en courant.
Rose découvre plus tard que le corps de Dimitri n'a pas été retrouvé. Rose apprend par Mason que Dimitri n'est pas mort. Ni vivant. Dimitri est devenu… un Strigoï. Rose se rappelle la prédiction de Rhonda : "vous allez perdre ce que vous chérissez le plus, alors protégez-le". Elle se rend compte que ce n'est pas elle que Dimitri allait perdre. Mais son âme. Rose est anéantie. Elle décide de quitter l'académie pour aller trouver Dimitri et le tuer, comme elle lui avait promis si un jour il devait se transformer en Strigoï. Après que Rose est signé les papiers pour quitter l'académie, Lissa la rencontre juste avant qu'elle ne quitte l'académie. Lissa comprend alors tout de l'amour de Rose envers Dimitri, elle supplie Rose de rester, en essayant même d'utiliser la suggestion sur elle. Mais Rose s'en rend compte, et s'énerve. Elle veut pour une fois s'occuper d'elle-même, car elle a passé toute sa vie à protéger Lissa. Rose va demander ensuite de l'argent à Adrian, qui le lui donne. Mais il lui demande que quand Rose reviendra, de lui donner une chance de sortir ensemble. Rose accepte, même si elle ne sait pas si elle reviendra un jour à l'académie. Quand Rose quitte le secteur de l'académie, elle revoit Mason une dernière fois. Celui-ci lui confie que Dimitri est retourné sur sa terre natale, en Sibérie. Puis Mason trouve la paix.

## Suite
La suite de ce tome est Promesse de sang.